# Игнатьев, Игорь Александрович
Игорь Александрович Игнатьев (2 июня 1911, Туапсе — 3 августа 1968, Москва) — советский учёный, конструктор корабельных радиолокационных систем и систем радиоуправления.

## Биография
С 1927 года до поступления в вуз работал в Москве чернорабочим на заводе «Мосредпром»; учеником монтера на фабриках «Буревестник» и «Трехгорка»; электромонтёром на фабрике им. Цурупы; электромонтёром в 1-й трудовой колонии НКВД.
Окончил Московский энергетический институт, инженер (1937).
- 1937—1939 — инженер-электрик на заводе 213 НКОП в Москве;
- 1939—1943 — старший инженер на заводе 251 НКСП.

С 1943 по 1968 год работал в НИИ «Альтаир»: старший инженер, главный конструктор разработки, ведущий инженер, заместитель начальника отдела, начальник лаборатории.
Главный конструктор первой панорамной морской РЛС 10-сантиметрового диапазона волн для дальнего обнаружения надводных кораблей и низколетящих целей «Риф», а также созданной на её основе усовершенствованной РЛС «Риф-А», и первого советского ЗРК «Волна» с телеуправлением зенитных ракет на цели.
Создатель научно-инженерной школы проектирования корабельных ЗРК.
Кандидат технических наук (1956).
Лауреат Сталинской премии (1948, за участие в разработке нового типа радиостанций) и Ленинской премии (1963).